# Trichogyia metaphaeana
Trichogyia metaphaeana is een vlinder uit de familie van de slakrupsvlinders (Limacodidae). De wetenschappelijke naam van de soort is voor het eerst geldig gepubliceerd door Walker.